# Stanford (Illinois)
Pour les articles homonymes, voir Stanford.
Stanford est un village du comté de McLean dans l'Illinois, aux États-Unis,. Situé à l'est du comté, il est fondé en 1867 sous le nom d'Allin. Le village est rebaptisé sous son nom actuel en 1870 et incorporé le 10 mai 1875.

## Démographie
Lors du recensement de 2010, le village comptait une population de 596 habitants. Elle est estimée, en 2016, à 580 habitants.

### Source de la traduction
- (en) Cet article est partiellement ou en totalité issu de l’article de Wikipédia en anglais intitulé « Stanford, Illinois » (voir la liste des auteurs).